# California Gold
El California Gold fue un equipo de fútbol de los Estados Unidos que alguna vez jugó en la USL Premier Development League, la cuarta liga de fútbol en importancia en el país.

## Historia
Fue fundado en el año 2002 en la ciudad de Modesto, California como un equipo de la USL D-3 Pro League como una versión del equipo desaparecido Stanislaus United Cruisers y en su temporada inaugural acabaron en cuarto lugar de su división. En la temporada siguiente clasificaron a los playoffs por primera vez, en donde fueron eliminados por el Utah Blitzz en la final regional.
Para la temporada 2005 el club decidió descender un nivel y unirse a la USL Premier Development League, pero eso no quiso decir que el club mejoraría su nivel, ya que terminaron el séptimo lugar de su división, lejos del campeón divisional Orange County Blue Star.
La temporada 2006 fue la peor de su historia, ya que perdieron los 16 partidos de la temporada, anotaron 13 goles y recibieron 71, recibiendo al menos 4 goles por partido, perdiendo su último partido 1-12 ante el Fresno Fuego luego de ir ganando 1-0 hasta el minuto 56 (el gol fue un autogol), por lo que el club desapareció al finalizar la temporada.

## Temporadas
| Año  | División | Liga                  | Temporada Regular | Playoffs       | US Open Cup  |
| ---- | -------- | --------------------- | ----------------- | -------------- | ------------ |
| 2002 | 3        | USL D-3 Pro League    | 4º, Western       | No clasificó   | No clasificó |
| 2003 | 3        | USL Pro Select League | 2º, Western       | Final Regional | No clasificó |
| 2004 | 3        | USL Pro Select League | 3º, Western       | No clasificó   | No clasificó |
| 2005 | 4        | USL PDL               | 7º, Southwest     | No clasificó   | No clasificó |
| 2006 | 4        | USL PDL               | 9º, Southwest     | No clasificó   | No clasificó |

## Estadios
- Modesto Christian High School Stadium, Modesto, California 2003
- Ripon High School, Ripon, California 2004
- Peter Johansen High School Stadium, Modesto, California 2005-06
- Hilmar High School Complex, Hilmar, California 2005 (2 juegos)

## Entrenadores
- Luciano Silveira (2003-06)

## Jugadores

### Jugadores destacados

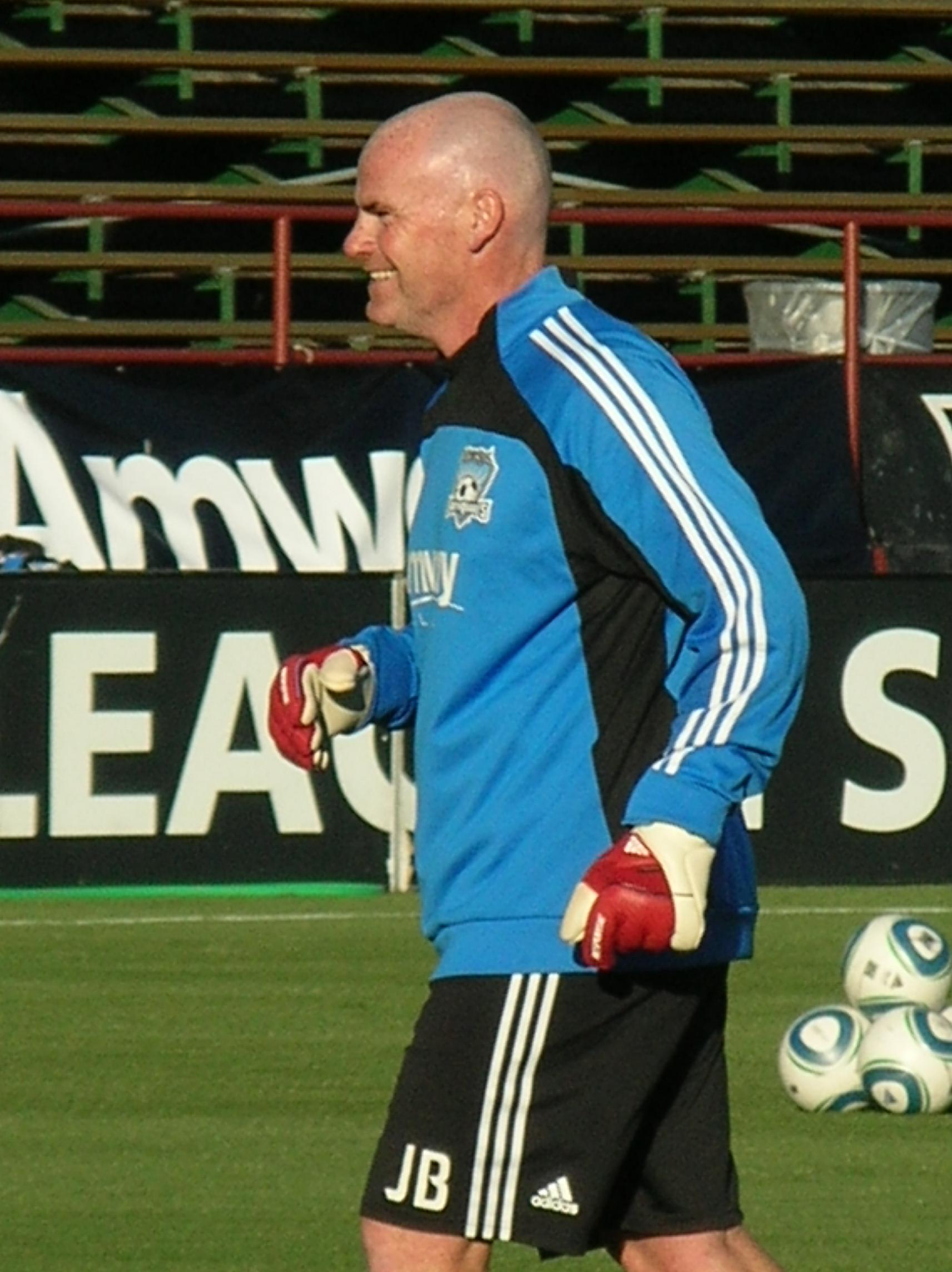
Jason Batty llegó al club en 2002 con 31 años siendo el portero de.

- Charles Alamo
- Jason Batty
- Kupono Low